# Josef Platzer

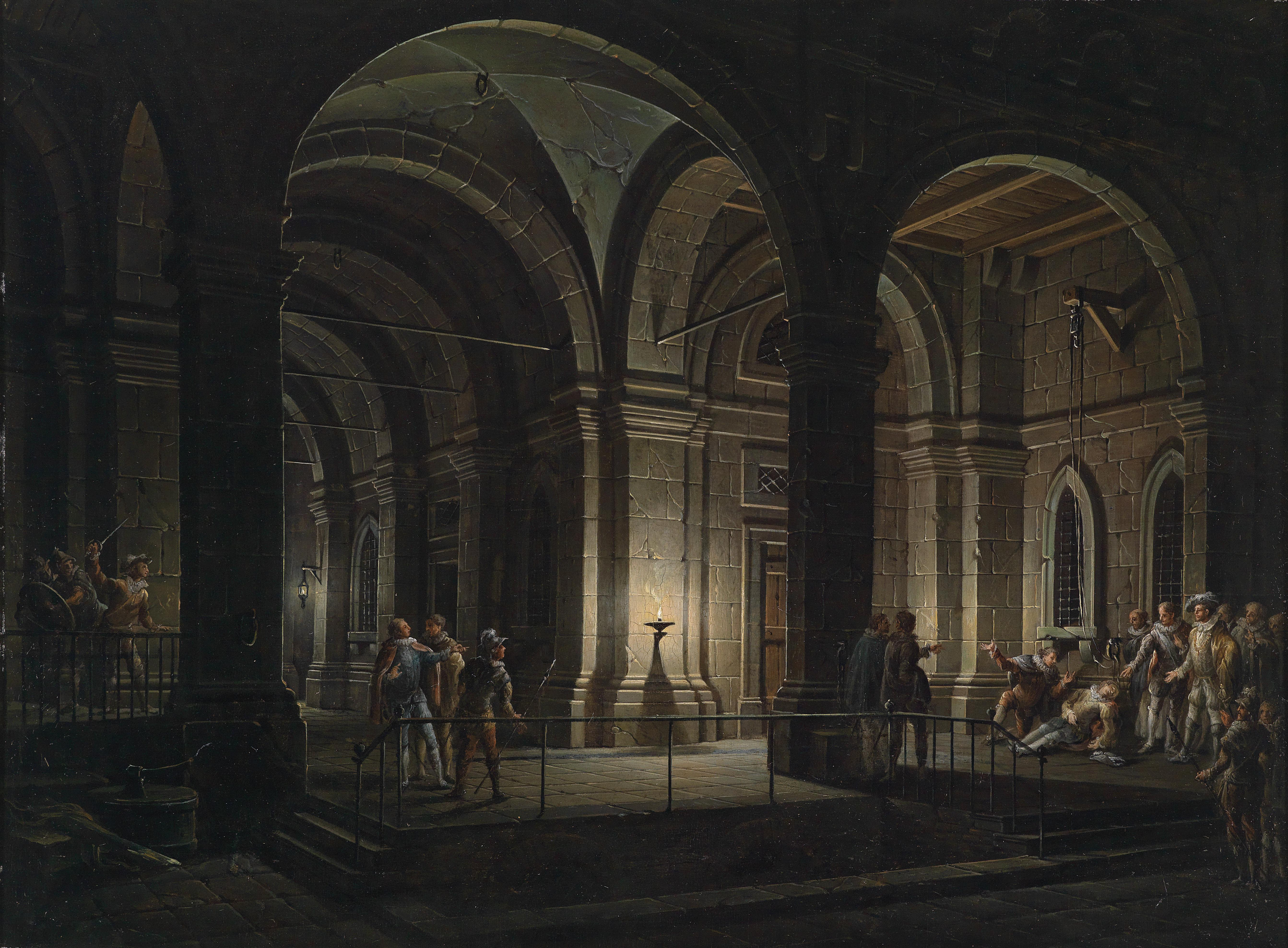
Josef Platzer, Phantastische Gefängnisarchitektur

Josef Platzer (auch Joseph Platzer; * 20. September 1751 in Prag; † 4. April 1806 in Wien) war ein österreichischer Architekt und Dekorationsmaler.

## Leben
Platzer studierte in Prag bei dem Maler Franz Wolf, außerdem in Wien bei verschiedenen Künstlern Architekturzeichnen und das Malen von Theaterdekorationen. 1789 wurde er ordentliches Mitglied der Akademie der bildenden Künste Wien und 1795 zum kaiserlichen Hofkammermaler ernannt. Er arbeitete für den Fürsten Moritz von Liechtenstein, den Fürsten Ferdinand von Kinsky und den Grafen Moritz von Fries.

## Werke
Zu seinen Werken zählen Ruinenstücke, Nacht- und Gefängnisszenen sowie Theaterdekorationen.
Hervorzuheben sind das Gemälde Ermordung der Semiramis (1789), seine Dekorationen für Beethovens Ballett Die Geschöpfe des Prometheus (1801) sowie die noch im Original erhaltenen Dekorationen im Theater von Schloss Litomyšl. Er hinterließ 222 Bühnenentwürfe und Zeichnungen.